# 張國志 (虛構人物)

由上而下：本尊張國治、悶鍋張國志、卡神的「卡撐」（台語「屁股」的諧音）與報稅教學分析師「張摑痔」

張國志是一個虛構人物，由郭子乾扮演，其形像來自股市分析師張國治，張國治曾在非凡商業台股市解盤節目《世紀贏家》（在恆生財經台重播）中作股市分析。
張國志於2005年夏天被創造，最先出現在《全民大悶鍋》，在節目裡則自稱「人市分析師」，語聲鏗鏘，生氣丟筆並常把重點連續講3次。內容多為評論或諷刺台灣政界、娛樂界的人物與事件，以搞笑、誇張作招徠。張國志在台灣頗受觀眾歡迎，成為許多年青人模仿的對象；及後陳漢典加入單元劇，飾演弟弟張國字。
不過張國志其後退出節目，2014年張國治太太接受電視台訪問是表示，他仍然在台灣生活，也會留意財經節目。

## 特色

### 口頭禪
- 所有的投資朋友大家好，我是人氣指數分析師張國志！老師又來啦！老師又來分析股票啦！
- 好的老師帶你上天堂，不好的老師帶你住套房，就這麼簡單嘛！好，今天我們要分析哪位名人或政治人物的人氣指數阿？我們就拿……來說好了，之前老師有沒有跟你講……
- 老師在講，你有沒有在聽？沒有嘛！
- 你有沒有在聽？你有嘛！你有聽，但是……
- 好，我們還是要平心靜氣進一段廣告，廣告期間有什麼人打電話進來我們有優待？就是……打電話進來我們有優待，進廣告。

「……」為該集的主題

### 常見動作
- 丟擲東西（大多是筆）。
- 講完一個段落時，會往旁邊看，停頓下來。